# Faam S.P.A.
Die Faam S.P.A. ist ein europäischer Hersteller von Batterien für die Elektromobilität mit Schwerpunkt in Italien. Sie gehört zu 100 % zur italienischen Firma Seri Industrial S.P.A. Der Hauptsitz der Firma befindet sich in San Potito Sannitico (Italien). FAAM ist als Società per azioni an der Börse Borsa Italiana notiert.
Die Firma ist Teil des europäischen Förderprogramms Important Project of Common European Interest (IPCEI).

## Geschichte
Die Firma wurde 1974 in Monterubbiano gegründet. 1986 wurde im Werk in Monte Sant’Angelo mit der Produktion von Blei-Säure-Batterien begonnen. Seit dem Jahr 2000 ist die FAAM auch in der Brennstoffzellentechnologie, vor allem für Wasserstofffahrzeuge, tätig. 2004 wurde mit Entwicklungen im Bereich der Lithium-Batterietechnologie begonnen. 2006 wurde in Yixing eine Batteriefabrik in Betrieb genommen. Im Jahr 2013 wurde die Firma durch die Seri Industrial S.P.A übernommen.

## Standorte
Die FAAM ist an folgenden Standorten vertreten:
- San Potito Sannitico, Firmenzentrale
- Teverola, Batteriefabrik
- Monterubbiano
- Monte Sant’Angelo, Batteriefabrik
- Yixing in der Provinz Jiangsu, Batteriefabrik

## Ehemaliger Fahrzeugbau
Das Unternehmen stellte früher in Monterubbiano Elektroautos her. Eine Quelle nennt den Zeitraum 1975 bis 2013 und den Bereich kleine Kastenwagen. Es gibt aber auch Hinweise auf das Pkw-Modell Travel Travel von 2002 bis 2010 und auf Nutzfahrzeuge bis 2015.